# Palimpsesto de Arquimedes

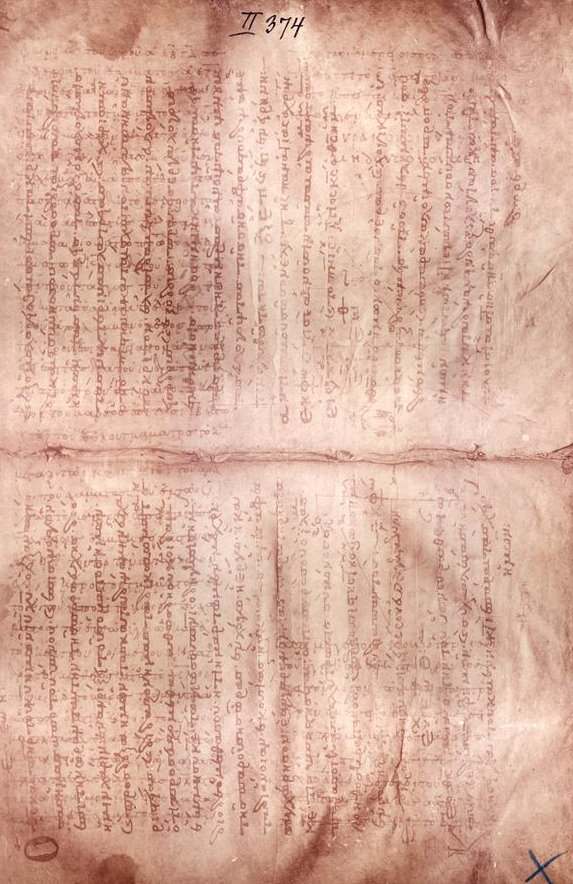
Página do Palimpsesto de Arquimedes. O texto litúrgico é o que pode ser lido de cima abaixo, enquanto a obra de Arquimedes é o texto mais débil que se pode ler de esquerda a direita.

O palimpsesto de Arquimedes é um palimpsesto - texto antigo escrito sobre outro anterior em pergaminho - formando um códice, que originariamente foi uma cópia em grego de diversas obras de Arquimedes, antigo matemático, físico e engenheiro de Siracusa e de outros autores. Posteriormente foi apagado rudimentarmente e usado para escrever salmos e orações de um convento.

## Conteúdo
O Palimpsesto de Arquimedes inclui cópias de diversas obras do matemático grego:
- ‘‘Sobre o equilíbrio dos planos’’
- ‘‘Sobre as espirais’’
- ‘‘Medida de um círculo’’
- ‘‘Sobre a esfera e o cilindro’’
- ‘‘Sobre os corpos aboiantes’’ (única cópia conhecida em grego)
- ‘‘O método dos teoremas mecânicos’’ (única cópia conhecida)
- ‘‘Stomachion’’ (a cópia mais completa de todas as conhecidas)

Adicionalmente, o palimpsesto também contém discursos do político ateniense Hipérides, do século IV a.C., um comentário de Alexandre de Afrodísias sobre a obra de Aristóteles e algumas outras obras.
Em particular, é de especial importância a obra sobre ‘‘O método dos teoremas mecânicos’’ de Arquimedes, ao ser a única cópia conhecida. Nas outras obras suas, Arquimedes costumava calcular a relação entre duas áreas ou volumes através do método da exaustão, um sistema usado na  antiga Grécia como alternativa ao método moderno de limites. Dado que os gregos eram cientes da existência de números irracionais, a sua noção sobre um número real era a de uma quantidade Q, à qual se podia chegar mediante uma aproximação entre dois intervalos. Se puderem encontrar duas quantidades, uma sempre superior a Q e a outra sempre inferior a Q, a aproximação dessas duas quantidades servia para atingir o valor de Q.
Arquimedes usava este sistema para demonstrar os seus teoremas. Isto implicava aproximar o valor da área de uma figura mediante a sua delimitação entre os valores de outras duas áreas conhecidas, que serviriam como intervalo superior e inferior. Mediante isso provaria que os intervalos chegam a ser o mesmo valor quando se vai afinando a subdivisão, calculando assim o valor pretendido. Os autores antigos criticavam que Arquimedes não oferecia explicação alguma do método usado para chegar aos seus resultados, mas é precisamente esse método o que se explica na obra encontrada no Palimpsesto.
O interessante não são os resultados obtidos por Arquimedes, atualmente bem conhecidos, mas conhecer o processo e o método de uma mente brilhante como a de Arquimedes para chegar a resultados matemáticos muito avançados para a época, criando no caminho números como o famoso π (pi).
Muitos dos resultados obtidos por Arquimedes não foram obtidos  pelos sábios até 500 anos depois, dando pé à discussão do estado de avanço no qual estaria a civilização atual se este manuscrito estivesse ao alcance dos sábios meio século antes do seu desaparecimento.

## História
Arquimedes viveu no século III a.C., mas o palimpsesto com cópias de seus trabalhos foi escrito por um escriba anônimo não antes do século X. Em algum momento do século XII o manuscrito foi desatado, rascado e lavado, com outros seis manuscritos em pergaminho, entre os que se incluía um com obras de Hipérides. As folhas de pergaminho foram dobradas pela metade e reutilizadas para copiar um texto de caráter litúrgico de 177 páginas, de maneira que cada página do escrito antigo se converteu em duas páginas do texto litúrgico. Contudo, o apagado não foi completo, e a obra de Arquimedes está agora acessível graças a que o trabalho científico e acadêmico realizado entre 1998 e 2008 usando métodos de processamento digital de imagens obtidas usando diversas frequências de radiação, incluindo radiação infravermelha, luz ultravioleta, e raios X.
O acadêmico Constantine Tischendorf visitou Constantinopla (a atual Istambul) na década de 1840, e intrigado pelo escrito matemático grego visível no palimpsesto, levou com ele uma das suas páginas. Esta página atualmente encontra-se na Biblioteca da Universidade de Cambridge. Contudo, seria o filólogo dinamarquês Johan Ludvig Heiberg (1854-1928) que se daria conta, quando inspecionou o palimpsesto em 1906, que se tratava de um texto de Arquimedes, e que continha obras que se acreditavam perdidas.

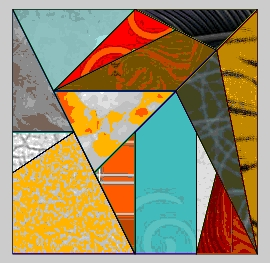
’’Stomachion’’ é um quebra-cabeça de dissecção cuja descrição aparece no palimpsesto de Arquimedes.

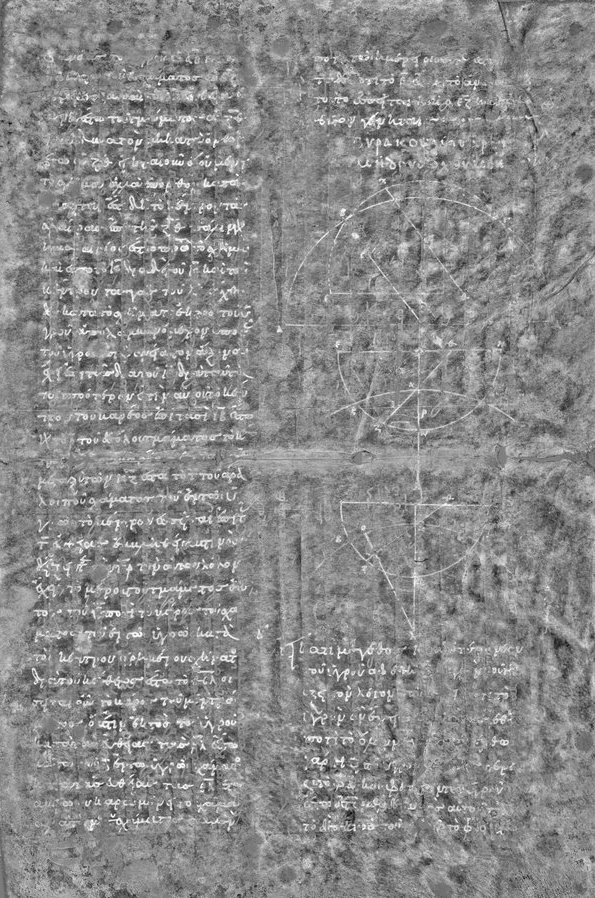
Após a realização de um tratamento nas páginas do palimpsesto, o texto original de Arquimedes pôde ser lido com clareza.

Johan Ludvig Heiberg tomou fotografias da obra, a partir das quais obteve transcrições que publicou entre 1910 e 1915. Contudo, o seu trabalho ficou interrompido pelo começo da primeira guerra mundial. Pouco depois, a obra foi traduzida para o inglês por Thomas Heath, momento em que começou a ser mais acessível e conhecida pelos coletivos de historiadores, físicos e matemáticos. O texto ficou em posse da biblioteca de Constantinopla e cedo desapareceu. Desconhece-se como reapareceu na França após a Primeira Guerra Mundial como propriedade de um colecionador particular que assegura que foi comprado em Istambul pelo seu avô.
Desde a década de 1920 o manuscrito permaneceu em Paris, na posse de um colecionador de manuscritos e dos seus herdeiros. Em 1998 a discussão sobre a propriedade do manuscrito chegou à Corte Federal do Estado de Nova Iorque, no caso que enfrentava o Patriarcado de Jerusalém contra Christie’s, Inc. Segundo o Patriarcado, o manuscrito pertencia à biblioteca do mosteiro de Mar Saba, que o adquirira em 1625, sendo roubado de um dos seus mosteiros na década de 1920. Porém, o juiz determinou em favor da casa Christie’s, considerando que a ação reivindicatória do Patriarcado de Jerusalém estava prescrita. Após a sentença, Christie’s subastou o palimpsesto, que se vendeu por dois milhões de dólares a um comprador anônimo. Simon Finch, o representante do comprador, indicou que se tratava de um americano que trabalhava na indústria da alta tecnologia, e matizou que não se tratava de Bill Gates. A revista alemã ‘‘Der Spiegel’’ informou de que o comprador provavelmente poderia ser Jeff Bezos.
O Palimpsesto de Arquimedes foi submetido entre 1999 e 2008 a um intenso estudo no Museu Walters, em Baltimore, Maryland, bem como a um processo de restauração (o pergaminho sofrera deterioro por efeito do mofo). Os trabalhos foram dirigidos pelo Dr. Will Noel, curador de manuscritos do Museu, e sob a gestão de Michael B. Toth, com a Dra. Abigail Quandt encarregue dos trabalhos de conservação do manuscrito.
Por outro lado, uma equipa de cientistas usou um sistema de processamento computacional das imagens digitais de várias faixas espectrais, entre as que se incluíam a luz ultravioleta e a visível, para revelar a maior parte do texto oculto, incluindo a obra de Arquimedes. Após processar e digitalizar o palimpsesto completo em três faixas espectrais até 2006, em 2007 redigitalizaram a imagem do palimpsesto em 12 faixas espectrais. A equipa processou digitalmente as imagens para revelar a maior parte do texto oculto. Também digitalizaram as imagens originais de Heidberg. Finalmente, Reviel Netz, da Universidade de Stanford, e Nigel Wilson criaram uma transcrição do texto, recheando os vazios da transcrição de Heiberg com as novas imagens..
Adicionalmente, em algum momento posterior a 1938, algum proprietário do manuscrito falsificou quatro imagens religiosas de estilo bizantino incluídas no manuscrito com a finalidade de incrementar o seu valor. Acreditava-se que estas imagens tornaram completamente ilegível o texto que havia debaixo, mas em maio de 2005 um sistema de raios X de alta definição foi empregue para tentar revelar aquelas partes do pergaminho. A fluorescência produzida com os raios X permitiu aceder também a essa parte do texto oculto.
Em abril de 2007 foi anunciada a descoberta de um novo texto no palimpsesto, consistente num comentário à obra de Aristóteles atribuído a Alexandre de Afrodísias. Anteriormente tinha-se descoberto um texto de Hipérides, um político ateniense do século IV a.C., e em particular do seu discurso ‘‘Contra Diondas’’, que foi publicado em 2008 na revista acadêmica alemã ‘‘Zeitschrift für Papyrologie und Epigraphik’’, vol. 165.
Em  29 de outubro de 2008, coincidindo com o décimo aniversário da aquisição do palimpsesto por leilão, toda a informação derivada do documento, incluindo imagens e transcrições, foram publicadas na Internet para o seu uso sob Licenças Creative Commons, e as imagens processadas do palimpsesto foram publicadas em Google Livros.